# Équipe cycliste Storey Racing
L'équipe cycliste Storey Racing est une équipe cycliste féminine basée au Royaume-Uni devenue professionnelle en 2018. Elle est dirigée par Sarah Storey.

## Encadrement
Richard Storey est le directeur sportif de l'équipe ainsi que son représentant auprès de l'UCI. Paul Freeman est son adjoint.

### Arrivées et départs
| Arrivées | Équipe 2018 |
| -------- | ----------- |

| Départs  | Équipe 2019       |
| -------- | ----------------- |
| Anna Kay | Experza Footlogix |

## Storey Racing en 2018

### Effectif
| Effectif 2018         | Effectif 2018     | Effectif 2018 | Effectif 2018                        |
| Cycliste              | Date de naissance | Pays          | Équipe précédente                    |
| --------------------- | ----------------- | ------------- | ------------------------------------ |
| Bethany Crumpton      | 10 juin 1994      | Royaume-Uni   |                                      |
| Monica Dew            | 14 janvier 1998   | Royaume-Uni   |                                      |
| Hannah Dines          | 14 avril 1993     | Royaume-Uni   |                                      |
| Rebecca Durrell       | 25 août 1988      | Royaume-Uni   | Drops (2017)                         |
| Neah Evans            | 1 août 1990       | Royaume-Uni   | Podium Ambition-Club La Santa (2016) |
| Elizabeth-Jane Harris | 7 janvier 1988    | Royaume-Uni   | Podium Ambition-Club La Santa (2016) |
| Ffion James           | 21 décembre 1997  | Royaume-Uni   |                                      |
| Anna Kay              | 6 mai 1999        | Royaume-Uni   |                                      |
| Joscelin Lowden       | 3 octobre 1987    | Royaume-Uni   |                                      |
| Chanel Mason          | 1 mai 1981        | Royaume-Uni   |                                      |
| Emily Nelson          | 10 novembre 1996  | Royaume-Uni   | Breeze (2017)                        |
| Sarah Storey          | 26 octobre 1977   | Royaume-Uni   | Podium Ambition-Club La Santa (2016) |
|                       |                   |               |                                      |
| Source : UCI          |                   |               |                                      |

### Victoires
| Victoires | Victoires | Victoires | Victoires | Victoires | Victoires |
| Date      | Course    | Pays      | Classe    | Vainqueur |           |
| --------- | --------- | --------- | --------- | --------- | --------- |

### Classement UCI
| Classement UCI | Classement UCI | Classement UCI | Classement UCI |
| Coureuse       | Coureuse       | Pays           | Points         |
| -------------- | -------------- | -------------- | -------------- |
| 424e           | Neah Evans     | Royaume-Uni    | 19 pts         |
| 484e           | Anna Kay       | Royaume-Uni    | 15 pts         |